# Cueva del Pendejo
La cueva del Pendejo es un yacimiento arqueológico que se encuentra a unos 80 km al sur de Alamogordo, Nuevo México, y a unos 15 km al noreste del extremo sur de las Montañas de Sacramento. Según varios científicos, este sitio ofrece evidencias de ocupaciones humanas anteriores al período de la Cultura Clovis, aunque su antigüedad es controvertida por algunos.

## Presentación general
La cueva se abre en un acantilado de rocas calcáreas del pérmico dejadas sobre un cañón áspero por los antiguos lagos glaciares que atraían rebaños de bisonte, mamut, camélidos y caballos luego extintos. La cueva está orientada de norte a sur con 13 m de profundidad, 6 m de ancho y 8 m de altura. Antes de la excavación, el suelo estaba cubierto por 2,50 m de sedimentos. Se identificaron 22 unidades estratigráficas muy bien definidas en la cueva. Se han obtenidoo resultados de la datación por radiocarbono de 72 muestras de carbón de leña, madera u otros restos vegetales encontrados en el yacimiento, y 60 de tales dataciones se remontan al período pre-Clovis. 
La excavación de la cueva se llevó a cabo entre 1990 y 1993 bajo la dirección de Glenn DeGarmo, jefe de la Oficina de Gestión Ambiental de Nuevo México. Durante las excavaciones, los materiales recuperados han sido revisados por un panel interdisciplinario de especialidades científicas complementarias, como geología, climatología, paleontología, botánica y palinología (estudio de las esporas y el polen). De esta manera ha sido posible restaurar virtualmente el entorno natural y el medio ambiente en que vivieron los primeros habitantes del lugar.

## Análisis científicos
Un total de 171 muestras de carbón de leña, madera, huesos de animales transformados en herramientas, hojas, semillas, fibras y residuos, fueron recogidos de 19 de los 22 principales estratos para su datación por radiocarbono. Las muestras se colocaron en frascos estériles y se sellaron antes ser enviadas para su análisis en los laboratorios de la Universidad de California, en Los Ángeles, el Laboratorio de Investigación de la Universidad de Washington y al Laboratorio Nacional de Lawrence Livermore. Entre los hallazgos se destacan los siguientes:
- Una punta de lesna o de lanza fue encontrada entre los huesos de un caballo de la especie extinguida Equus alaskae. Estaban en un estrato fechado en 36 000 años.
- Un húmero de bisonte muestra cinco muescas de golpes de una piedra que ha sido datada en 51 000 años.
- La falange de un caballo (Equus alaskae), que data de 32 000 años, fue encontrada preparada y hendida para ser hervida para la sopa, según una práctica común en las culturas antiguas.
- Los cabellos humanos encontrados tienen una antigüedad de entre 12 000 y 20 000 años.
- Hay huellas de dedos y palmas de manos humanas.

## Controversias
La edad y la naturaleza de algunos restos humanos hallados en la cueva Pendejo han sido cuestionadas por algunos autores:
- Para Brian S. Shaffer y Barry W. Baker, las huellas de manos en la arcilla constituyen la única evidencia clara de la presencia humana y la datación de 36.000 años es cuestionable.[1]
- Para Dena F. Dincauze, quien participó en las excavaciones, hay problemas graves de alteraciones postdeposicionales, asociados con la presencia de madrigueras de roedores que podrían haber provocado el desplazamiento de algunos restos de las capas de más edad.[2]